# Petoa
Petoa é uma cidade hondurenha do departamento de Santa Bárbara.